# 物語論
物語論（ものがたりろん、ナラトロジー、英: narratology）は、物語や語りの技術と構造について研究する学問分野である。
物語論には、大きく分けて二つの潮流がある。物語の内容の類型に関心を向けるものと、物語的言語表現（しばしば「言説」と呼ばれる）の形式に関心を向けるものである。前者はロシア・フォルマリズムに始まり、構造主義と関連を持つ。後者は、古くは古代ギリシアのアリストテレスの『詩学』、プラトンの『国家』にまで遡るが、現代では通常、20世紀初頭以降の英米やドイツ、フランスの物語論研究のことを指し、ロシア・フォルマリズムの理論の西欧への紹介を経て、1970年代前後にジェラール・ジュネット、ロラン・バルト、ツヴェタン・トドロフ、ポール・リクール、ウンベルト・エーコらが重要な仕事を提示した。

## 歴史

### 内容の構造類型
ロシア・フォルマリズムでは、ウラジーミル・プロップの『昔話の形態学』（1928年）がレヴィ＝ストロースの「神話の構造」（1955年）に先立って物語の潜在的構造を研究したものとして位置づけられる。プロップの著書は1958年に英訳された。その後各国で研究が進められ、フランスではクロード・ブレモンの『物語のメッセージ』、ロラン・バルトの『S/Z』、ツヴェタン・トドロフの『デカメロンの文法』、グレマスの『構造意味論』、ポール・リクールの『時間と物語』、イタリアではウンベルト・エーコ、アメリカではジェラルド・プリンスの『物語論の位相』などの成果が生まれた。

### 表現形式
ロシア・フォルマリズムではシクロフスキーの『散文の理論』、ボリス・エイヘンバウムなどの研究（『ロシア・フォルマリズム文学論集』所収）がある。またミハイル・バフチンの『マルクス主義と言語哲学』などの一連の著作も関わる。英米の作家・理論家にはヘンリー・ジェイムズの『小説の技法』、パーシー・ラボックの『小説の技術』、E・M・フォースターの『小説の諸相』、ウェレックとウォーレンの『文学の理論』、ウェイン・ブースの『フィクションの修辞学』などの著作がある。ドイツではレーメルト（Lämmert）の『物語の構成形式』Bauformen des Erzählens、ケーテ・ハンブルガーの『文学の論理』、シュタンツェルの『物語の構造』などの研究がある。フランスではジャン・プイヨンの『現象学的文学論』、ジャン・リカルドゥーの『言葉と小説』などの研究があり、ジュネットの『物語のディスクール』（原著は1972、Figures IIIの一部として出版）に連なる。
ジュネット以降では、アメリカのシーモア・チャトマンの『ストーリーと言説』Story and Discourse、『小説と映画の修辞学』、日本の藤井貞和の『平安物語叙述論』『物語理論講義』、三谷邦明の『源氏物語の言説』、山岡實の『「語り」の記号論』、カナダのパトリック・オニールの『言説のフィクション』などに発展が見られる。ジェラルド・プリンスの『物語論辞典』も錯綜した用語を対照するのに便利な著作である。

## 用語

### 物語
物語論における物語（、英: narrative）は、「語り手から聞き手へ向けた一連の出来事の表現」である。ナラティブとも。

物語は以下のように定義されている：
出来事でないもの（例: 事実の説明「太郎は背が高い」）は物語の構成要素にならない。逆に出来事であれば面白さや影響の大きさは問わず物語を構成できる（例: 「彼はドアを開けた」「あの金魚が死んだ」）。
ある「筋」によってまとめられるような、統一性のある表現一般を指すとも言える（トドロフ）。「物語 / ナラティブ」は古典文学や口承文芸における「物語」の定義と異なる。典型的には虚構の文学作品に見られるものを指し、映画などの映像作品や、日常会話などにも見出される。

### 語り手と聞き手
物語には少なくとも一人の語り手（narrator）が想定される。語り手は人格等が明瞭な場合もあれば、そうでない場合もある。語り手がいれば、語りを聞く相手としての聞き手（narratee）が想定される。
語り手は、物語られる状況・事象から距離を置いて物語るが、自ら登場人物の一員として振る舞っている場合もある。

#### 語り手と作者、聞き手と読者
語り手は、作者とは区別される。現実世界に肉体を持って存在する作者（作家）とも異なるし、表現から再構成される作者（内包された作者 implied author・暗黙の作者）とも区別される。語り手は言葉によって状況・事象を物語るが、内包された作者はそうではなく、語り手によって物語られた言葉の選択や配列の責任を持つのみである。人格を顕さずに淡々と物語る語り手の場合、語り手と内包された作者の区別は曖昧になるとされるが、概念上は上記のように明確に区別される。また一人称私小説の場合も両者は混同して受け取られることが少なくない。
聞き手もまた現実世界に肉体を持って存在する読者（英: reader）とは区別される。語り手はある程度特定された聞き手に向かって語ると想定されるが、それは無数に存在しうる読者のことではない。また内包された読者（英: implied reader）・暗黙の読者とも異なる。内包された読者とは表現から推定される読者像のことである。これらは「素養のある読者」とも異なる概念である。

## 物語内容と物語言説
ジュネットはソシュール言語理論のシニフィエ/シニフィアンから着想を得て、物語は物語内容・物語言説・物語行為で説明できることを示した。すなわち「物語行為によって物語言説が物語内容を述べること」が物語である。物語行為（英: narration）は「物語を語るという行為」である。

## 物語内容
物語内容（、英: story, 仏: histoire）は物語の内容面である。
物語内容は物語において「語られる」ものであり、存在と出来事からなる。物語内容は物語の「何を What」を担い、物語の表現面たる物語言説と対比される。

### 存在
物語論における存在（、英: existent）は物語に現れる登場人物あるいは物である。
例として、「スーザンはそのテーブルを見た」という活字文学物語の「スーザン」と「そのテーブル」が指しているものが存在である。存在はしばしば状態をもつ。存在の状態や存在そのものは「～である」の形で stasis statement に表現される。例えば「メアリーはエンジニアである」「メアリーは幸せだった」。

### 出来事
物語論における出来事（、英: event）は物語を構成する単一の statement 内で語られた「状態の変化」である。事象（）とも。
出来事はその実在性を問わない。ノンフィクションで語られた史実上の状態変化も、フィクションで語られた空想上の状態変化も、出来事である。まずある点における状態が述べられ、次にこの状態が別の状態へ変化するさま（=出来事）が述べられ、この出来事の連鎖によってストーリーが進行していく。出来事は変化であるため（物語中の）時間を伴っている。
出来事は以下の2つに大別できる：
- act: エージェントがもたらす状態変化[28]。「～する」の形で経過陳述に表現[29]。
  - 物語例:「メアリが問題を解決した。」[30]
- happening: エージェントに依らない状態変化[31]。「~が起こる」の形で経過陳述に表現[32]。
  - 物語例:「雨が振り始めた。」「メアリーは落石に当たった。」[33]

## 物語言説
物語言説（、英: discourse, 仏: récit）は物語の表現面である。
物語言説は物語において「語る」ものであり、表現・演出・語り口に相当する。物語言説は物語の「どのように How」を担い、物語の内容面たる物語内容と対比される。
物語言説は物語媒体と言説形式に分解できる。例として、同じ内容（食事→睡眠）を扱う以下の2つの物語は同じ媒体（書き英語）で異なる形式になっている：
- The man ate, then he slept.
- The man slept after he ate.

### 物語媒体
物語媒体（英: narrative medium）は物語が実体化されるメディア（媒体）である。英: manifestation、英: discourse substance とも。
物語媒体は物語言説の実体、すなわち物語の表現が具象化される媒体である。例として、活字文学における書き言葉、口承文学における話し言葉、映画における映像が挙げられる。

### 言説形式
言説形式（英: discourse form）は物語の表現形式である。
言説形式は一連の物語叙述で構成され、出来事を提示する順序やナラティブの速度感などを決定している。

### 物語陳述
物語陳述（英: narrative statement）は存在あるいは出来事が表現された、言説形式の構成要素である。
物語陳述は存在あるいは出来事の（物語媒体からは独立した）表現であり、これが言説形式を構成する。物語陳述は経過陳述と stasis statement に分類できる。経過陳述（、英: process statement）は「～する」「～が起こる」の形をもつ物語叙述であり、出来事（act あるいは happening）を表現している。stasis statement は「～である」の形をもつ物語叙述であり、存在を表現している。

## ジュネットの理論
ジュネットは"temps"「時制」・"mode"「法」・"voix"「態」という文法用語を参考に理論を整理した。

### 時間

#### 順序
物語内容の出来事が生起する時間的順序と物語言説の提示される順序との関係を扱う領域である。しばしばこの順序は食い違うことがあり、「錯時法」と呼ばれる。錯時法には大きく分けて二つある。
- 錯時法
  - 後説法 - 昔の事柄を後から語る場合。
  - 先説法 - これから起こる事柄を先取りして語る場合。

#### 持続
物語内容の時間的長さと物語言説の長さ（つまり行数・ページ数など）との関係を扱う領域である。速度、英: tempo とも。
速度は以下の5つに分類できる：
| 名称                   | 長さ                  | 意味 ”例”                                                 |
| ---------------------- | --------------------- | --------------------------------------------------------- |
| 休止法（英: pause）    | 内容 < 言説（内容=0） | 出来事無しで物語言説のみが表現 "時計塔が凛とそびえ立つ。" |
| 伸長法（英: stretch）  | 内容 < 言説           | 短期の出来事を長く引き伸ばして表現                        |
| 情景法（英: scene）    | 内容 = 言説           | 出来事を等速で表現 "「おはよう」「あぁ、おはよう」"       |
| 要約法（英: summary）  | 内容 > 言説           | 長期の出来事を短く要約して表現 ”戦争は百年続いた。”       |
| 省略法（英: ellipsis） | 内容 > 言説（言説=0） | あった出来事を語らない "告白をした。そして離婚した。"     |

活字文学における休止法の表現には description（descriptive pause）とコメンタリーがある。

#### 頻度
物語内容における出来事の生起の回数と物語言説における叙述の回数との関係を扱う領域である。3つの種類がある。
- 単起法 - 1対1。起こった回数と同じだけ叙述する、一般的な方法。
- 反復法 - 1対n。同じ事柄を何度も語る場合。
- 括復法 - n対1。何度も起こった出来事を1回で語る場合。

### 叙法
物語世界を構成する情報を全て提示することは不可能なので、情報を選別・加工して制御し、物語内容の「再現」（"représentation"）の諸様態を扱う領域である。これは「態」の領域で扱う事柄とは明確に区別されるべきことをジュネットは強調する。

#### 距離
伝統的にはプラトン、アリストテレス以来のミメーシス（模倣）・ディエゲーシス（叙述）、英米の "showing", "telling" の対立として研究されてきた。物語においてミメーシスとは登場人物の会話文のことである。物語言説によって登場人物の会話を表現する方法には3つの種類がある。
- 再現された言説 - ミメーシス性が強い。具体的には直接話法のこと。
- 転記された言説 - 間接話法のこと。
- 物語化された言説 - 語り手による地の文のこと。ミメーシス性が弱い。

#### パースペクティブ・焦点化
伝統的に「視点」の問題として扱われてきた。物語世界の情報を把握するために誰の視点を採用するか（あるいは採用しないか）ということを扱う領域である。「視点」（viewpoint, point of view）という用語には「目で見る」という視覚に限られるニュアンスが強いので、"focalisation"（焦点化）という用語が提案されている。焦点化には大きく分けて3つの種類がある。
- 焦点化ゼロ、非焦点化 - 伝統的に「神の視点」や「全知の語り手」と呼ばれてきたもの。カメラの絞り解放に譬えている。潜在的にはあらゆる時間・空間、あらゆる登場人物の内面に至るまで把握することが可能である。
- 内的焦点化 - ある登場人物を「視点人物」として、その人物によって知覚された事柄のみが描かれるもの。
- 外的焦点化 - ある対象（特に登場人物）を描く際に外面のみを描くもの。思考や感情は窺い知れない。例えばダシール・ハメットの推理小説やヘミングウェイの「殺し屋」「白象に似た山々」などが例に挙げられる。例えば「カメラ・アイ」と呼ばれる手法に見られる。

登場人物Aの知覚によって別の登場人物Bの外面を描く場合、Aにとっては内的焦点化であり、Bにとっては外的焦点化となる。
一つの物語の中で焦点化が変化することがある。内的焦点化をさらに分類すれば、「固定焦点化」が一貫して一人の登場人物の視点を用いるのに対して、フローベールの『ボヴァリー夫人』において視点人物がシャルル→エンマ→シャルルと変遷するように、視点人物を次々に変えながら語り進めるのは「不定焦点化」と呼ばれる。さらに、同一の出来事を複数の視点から語り直すのは「多元焦点化」と呼ばれ、これは書簡体小説や黒澤明の映画『羅生門』が例に挙げられる。また、異なった焦点化を一時的に用いることがあり、「変調」と呼ばれる。変調には、基調となる焦点化を用いれば当然語られるはずの事柄が語られない「黙説法」、逆に語られないはずの事柄が語られる「冗説法」がある。

### 態
語り手（および聞き手）に関すること、より具体的には、語り手と物語内容との関係、語り手と物語言説との関係を扱う領域である。

#### 語りの時間
物語内容に対して語り手の時間的位置との関係を扱う領域である。4つの種類がある。
- 後置的 - 物語内容を後の時点から振り返り、フランス語その他ヨーロッパの諸言語では過去時制を用いて叙述するもの。ヨーロッパにおいては古典的・一般的。
- 前置的 - 物語内容の起こる前において、未来時制を用いて予言的に叙述するもの。稀である。
- 同時的 - 物語内容の生起と同時に、現在時制を用いて叙述するもの。
- 挿入的 - 物語内容の間に語りの時点が挿入されるもの。例えば書簡体小説が例に挙げられるが、複雑な構造を持っている。

#### 語りの水準
語り手と物語世界との位置関係を扱う領域。語り手は物語世界の外から語る場合も多いが、物語世界の内部にいるものもある。また物語世界の中に、別の物語世界が入っている場合がある。演劇でいう「劇中劇」に相当する。語りの水準は3つの種類がある。
- 物語世界外的 - 語り手は物語世界の中で登場人物として現れることがない。このレベルの語り手を「第一次の語り手」と呼ぶ。
- 物語世界（内）的 - 語り手が物語世界の中で登場人物としての役割も持っている。言い換えれば登場人物が語り手の役も果たしている。このレベルの語り手を「第二次の語り手」と呼ぶ。例えば『千夜一夜物語』のシェヘラザードや『マノン・レスコー』のデ・グリューが例に挙げられる。
- メタ物語世界的 - 「第二次の語り手」によって語られる、劇中劇の世界である[注 4]。

これらの水準の境界が侵犯されることがある。このことを「転説法」と呼ぶ。例えば物語世界外の第一次の語り手が物語世界での出来事を語っている最中に、「間もなくバルベックに出発する身の私には、もう社交界の描写をしている暇はない」のように物語世界外の内容が描かれる場合が例に挙げられる。

#### 人称
語り手と物語内容の登場人物との関係を扱う領域。伝統的に「一人称小説」「三人称小説」の対立とされてきたものである。いわゆる三人称小説であっても語り手は自分のことを一人称代名詞を用いて指示することは可能なので、従来の用語法は不適切であるとジュネットは指摘する。人称による分類は大きく分けて2つある。
- 等質物語世界的 - 語り手が登場人物を「私」と一人称代名詞で指示することが可能である。言い換えれば登場人物が語り手となっている。従来の「一人称小説」。語り手が主人公である場合、特に「自己物語世界的」と呼ぶ。
- 異質物語世界的 - 語り手はいかなる登場人物も「私」と指示することがない。言い換えれば語り手は登場人物として登場しない。従来の「三人称小説」。

「水準」と「人称」は基本的に独立である。ホメーロスは「物語世界外」にいて「異質物語世界的」な語りを行い、オデュッセウスは「物語世界内」にいて「等質物語世界的」な語りを行う。しかし『失われた時を求めて』のマルセルは「物語世界内」にも登場する一方、「物語世界外」からも「等質物語世界的」な語りを行う。即ち登場人物マルセルのことを一人称で指示する。
またこれらと「焦点化」との関係も、基本的に独立である。「異質物語世界的」は「非焦点化」が多く、「等質物語世界的」は「内的焦点化」および「外的焦点化」が多いかもしれない。しかし一人称代名詞で「等質物語世界的」に語る場合、物語世界内で観察したマルセルの認識と、その数十年後に多くの背景事情を知り抜いてから語る時とでは、「焦点化」や「距離」のあり方が異なる。また自由間接話法で三人称を用いるヴァージニア・ウルフの作品では「異質物語世界的」の「内的焦点化」が生じる。